# Iryna Taranenko-Terelja
Iryna Taranenko-Terelja (née le 31 mars 1966) est une ancienne fondeuse ukrainienne.

## Palmarès

### Championnats du monde
- Championnats du monde de 1999 à Ramsau am Dachstein  Autriche:
  -  Médaille de bronze en poursuite